# Ceropegia arabica
Ceropegia arabica är en oleanderväxtart som beskrevs av H. Huber. Ceropegia arabica ingår i släktet Ceropegia och familjen oleanderväxter.

## Underarter
Arten delas in i följande underarter:
- C. a. abbreviata
- C. a. powysii
- C. a. superba